# Грег Вон
Грег Вон (енгл. Greg Vaughan; Далас, 15. јун 1973) је глумио у сапуницама као што су The Young and the Restless и Генерална болница.
Грег се родио и одрастао је у Далас у Тексасу. Брзо након дипломирања у средњој школи је отишао у Италију, где је био модел за дизајнера Ђорђа Арманија. Ускоро су уследиле и кампање за модне куће Ђани Версаче, Томи Хилфигер, Банана Репаблик и Ралф Лорен.
Вон је на кратко излазио са глумицом Алисом Милано.

## Филмографија

### Телевизија
- Обале Малибуа као Џош Вокер
- Чари као Ден Гордон (1999—2000)
- као Дијего Гутијерез #2 (2002-2003)
- Генерална болница као Лаки Спенсер #3 (2003-)

### Телевизијски филмови
| Улоге Грег Вон |              |               |                  |          |
| Година         | Српски назив | Изворни назив | Улога            | Напомена |
| 1999.          |              |               | (TV) .... Џејсон |          |

### Филмови
| Улоге Грег Вон |              |               |                                                 |          |
| Година         | Српски назив | Изворни назив | Улога                                           | Напомена |
| 1997.          |              |               |                                                 |          |
| 1998.          |              |               | (као Gregg Vaughan) .... Magazine Stand Cashier |          |
| 1997.          |              |               | (V) .... Мајкл                                  |          |
| 1998.          |              |               | (V) .... Тајрус                                 |          |

### Као он, у специјалима
| Улоге Грег Вон |              |               |       |          |
| Година         | Српски назив | Изворни назив | Улога | Напомена |
| 2000.          |              |               |       |          |
| 2003.          |              |               |       |          |
| 2003.          |              |               |       |          |
| 2004.          |              |               |       |          |
| 2004.          |              |               |       |          |